# Ґазахський район
Ґазахський район (азерб. Qazax rayonu) — адміністративна одиниця на північному заході Азербайджану. Адміністративний центр - місто Ґазах.

## Географія
Район розташований у західній частині республіки, в східній частині широкої Гянджа-Ґазахської рівнини, що простяглася від гірських схилів Малого Кавказу до берега річки Кури. Територія району межує з Республікою Грузією на північному заході, Вірменською Республікою на півдні і південному заході. Колишні анклави Азербайджанської РСР на території Вірменської РСР Бархударли, Юхари Аскіпара і Софулу, а також прикордонні села Ашаги Аскіпара, Баганіс-Айрум і Кизилгаджіли від початку 1990-х років фактично контролюються Вірменією.
Рельєф території району складний. По території протікають річки Агстафачай, Джогазчай, Інджасу. Висота над рівнем моря біля берега Кури 100 метрів, на заході поступово досягає 1 000 метрів. Найвища точка — гора Одундаг (1 316 м). Клімат району субтропічний, сухий, характеризується помірною зимою і жарким літом. Ґрунти бурі, світло-бурі, каштанові. Основна рослинність — чагарникові рослини, костриця, ковила, куничник, вівсюнець та інші злаки. На схилах гір і улоговинах ростуть ліси, що складаються здебільшого з дуба, клена і бука.

## Історія
У 1480-ті рр. на південних кордонах Грузії — по річках Акстафі, Дебеду та ін. (області Ґазах, Памбак і Шурагель) оселилися тюркські племена.
Пізніше було утворено Ґазахський султанат, який увійшов до складу Росії разом з Картлі-Кахетинським царством, приєднаним за маніфестом Олександра I від 12 вересня 1801 року. Борчалінський, Ґазахський і Шамшадінський султанати стали татарськими дистанціями у складі Грузинської губернії.
На підставі закону про адміністративну реформу, затвердженого імператором Миколою I 10 квітня 1840 року під назвою «Установа для управління Закавказьким краєм» (рос. Учреждение для управления Закавказским краем), колишня Ґазахська дистанція, перейменована на Ґазахську ділянку в складі Єлизаветпольського повіту, увійшла до Грузино-Імеретинської губернії.
Указом від 14 грудня 1846 року Ґазахська ділянка у складі Єлизаветпольського повіту увійшла до новоствореної Тифліської губернії.
Указом від 9 грудня 1867 року «Про перетворення управління Кавказького і Закавказького краю» (рос. О преобразовании управления Кавказского и Закавказского края) створено Єлизаветпольську губернію, до складу якої увійшов Ґазахський повіт, утворений замість скасованої Ґазахської ділянки.
Територія Ґазахського повіту становила 5 908,24 м2, а населення — 130 тисяч осіб. За даними 1913 року, в Ґазахському повіті було 232 промислові власності, магазин солодощів, 33 водні млини, 15 заводів червоної цегли, 1 завод дерева-колоди, 1 шкіряний завод, понад 17 винних і коньячних заводів, 1 бавовняний і 1 цементний завод. 1929 року Ґазахський повіт було скасовано.
8 серпня 1930 року створено Ґазахський район, 24 січня 1939 року частину його передано до складу новоутвореного Агстафинського району.

## Історичні пам'ятки
Станом на 1943 рік в районі була низка вірменських церков, і укріплених монастирів, хачкарів, руїн лазень і фортечних веж, а також залишки стародавніх поселень

Серед історичних архітектурних пам'яток району виділяються Шекер-гала XV століття, група мавзолеїв у селі Пойлу XIX століття, мости Гатир, Гизил Хаджили, Кязим, Синих-керпен (XII століття), кругла ве жав селі Кирих Кесемен XVIII століття, Вірменська церква VII—X століття поблизу села Аскіпара 

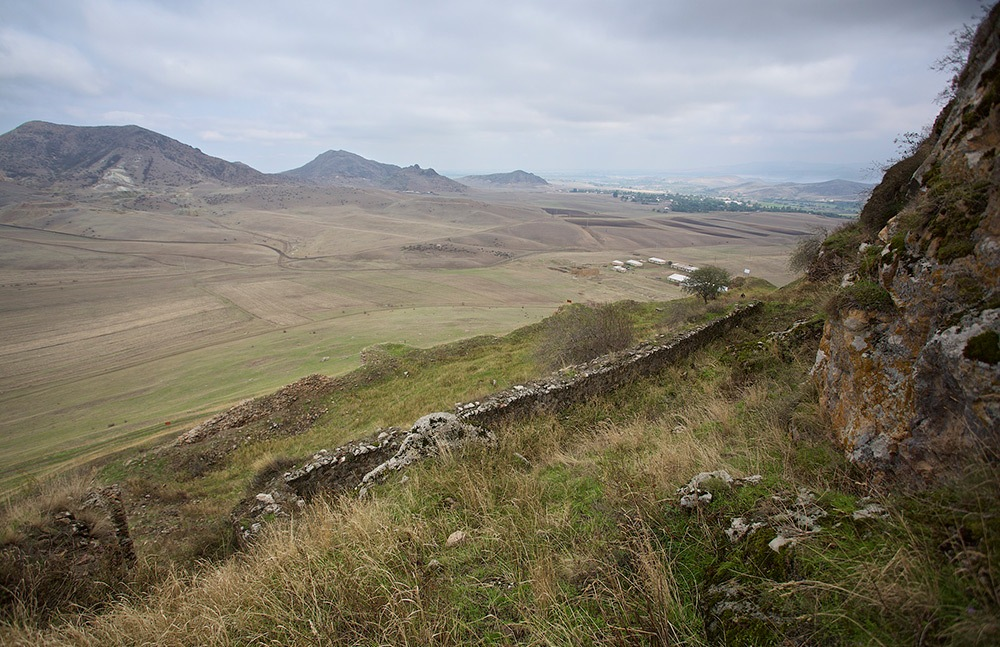
Старовинні фортечні стіни на території району. Збереглася лише частина стін і веж, розкиданих по всьому схилу гори.
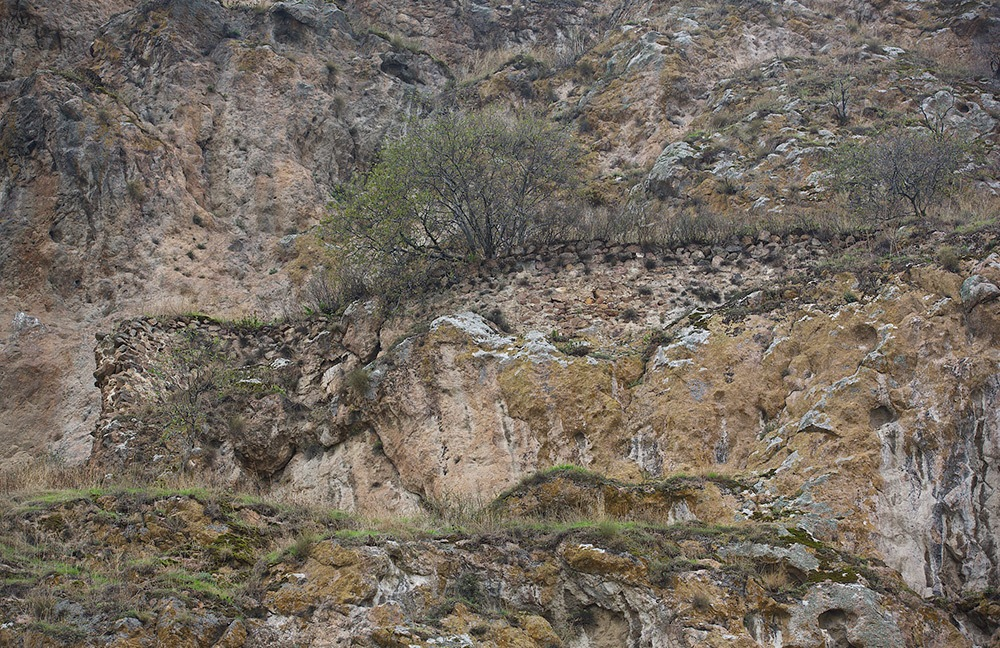
Середньовічна фортеця на схилах гори Геязен.
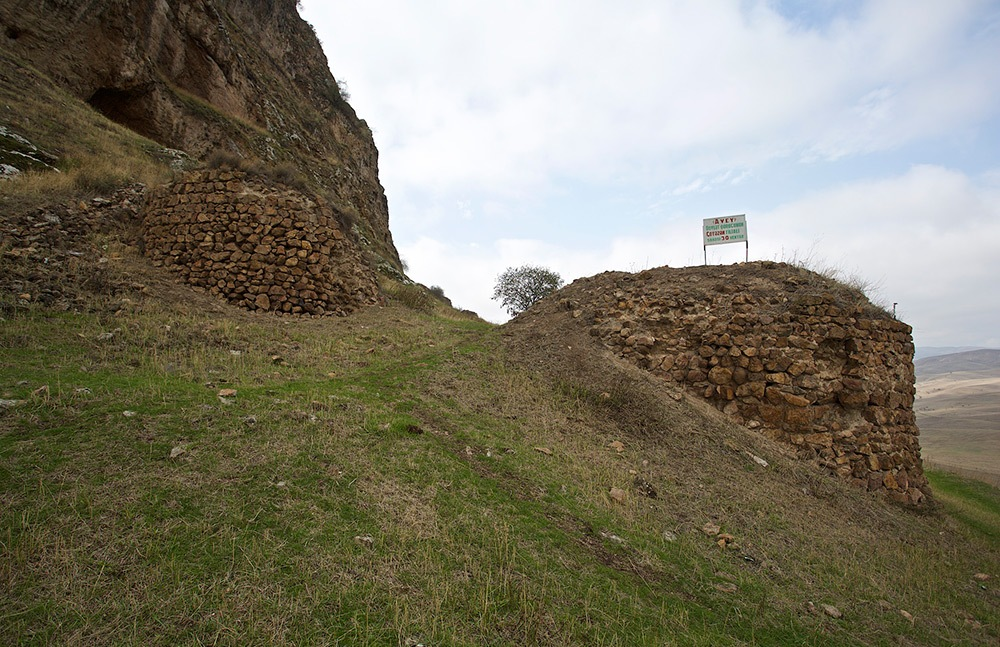
Вигляд Геязенської фортеці.

## Адміністративний устрій
В районі знаходиться 1 місто і 21 село. Ґазахський міський муніципалітет охоплює місто Ґазах та населений пункт Н. Наріманов.
Сільські муніципалітети так:
1. Ханлигларський сільський муніципалітет
2. Аккойнецький сільський муніципалітет
3. Карапапазький сільський муніципалітет
4. Даш Салахлинський сільський муніципалітет
5. Чайлинський сільський муніципалітет
6. Коммунский сільський муніципалітет
7. Уркмезлинский сільський муніципалітет
8. Ашаги Салахлинський сільський муніципалітет
9. Юхары Салахлинский сільський муніципалітет
10. Демірчілерський сільський муніципалітет
11. Алпоутський сільський муніципалітет
12. Гусенбейлінський сільський муніципалітет
13. Джаналлинський сільський муніципалітет
14. Косаларський сільський муніципалітет
15. Ґазахбейлінський сільський муніципалітет
16. Орта Салахлінський сільський муніципалітет
17. Асланбейлінський сільський муніципалітет
18. Ґаймаглинський сільський муніципалітет
19. Кемерлінський сільський муніципалітет
20. Бірінджі Шихлинський сільський муніципалітет
21. Ікінджі Шіхлинський сільський муніципалітет

## Килимарство
Ґазах відомий як один із центрів азербайджанської школи килимарства. Величезна кількість килимів, витканих у Єлизаветпольскій губернії в 16-20-х століттях, поширені по всьому світу під загальною назвою «ґазахські килими» (Kazakh rugs, Kazak rugs). [Архівовано 4 жовтня 2013 у Wayback Machine.]. До початку XX століття були відомі і вірменські ґазахські килими.

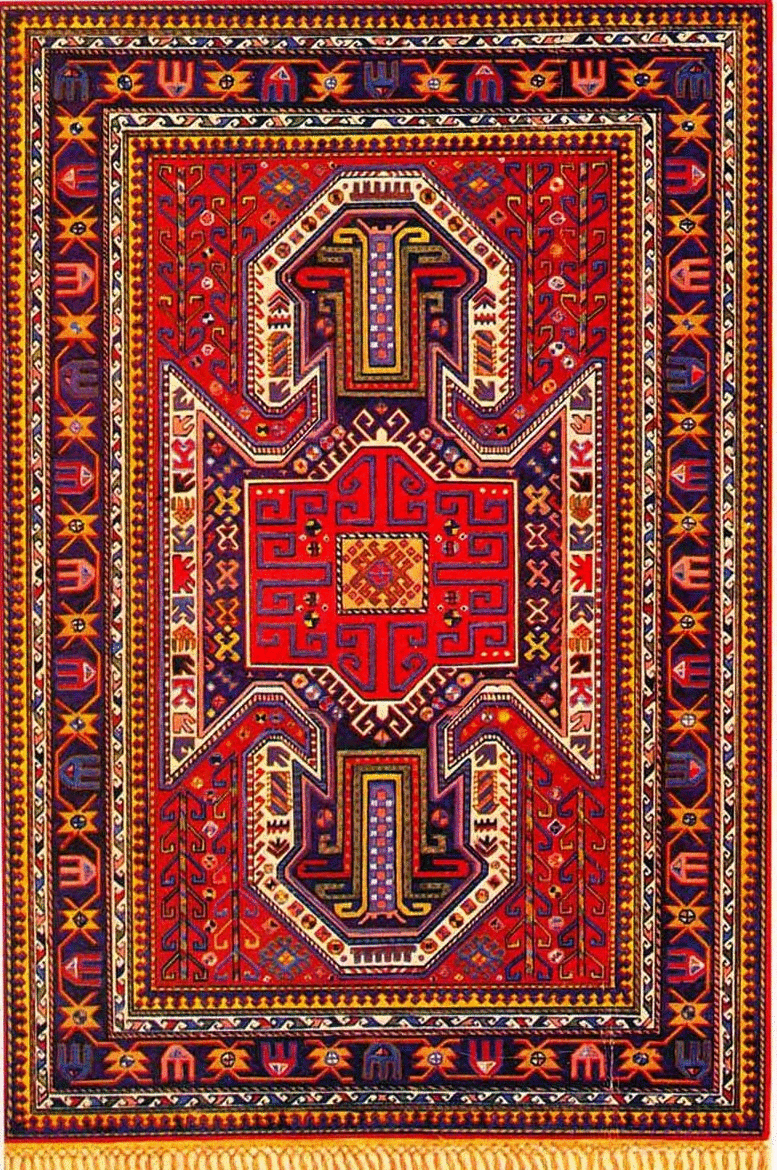
Килим «Борчали». Ґазахська школа. Початок XX століття
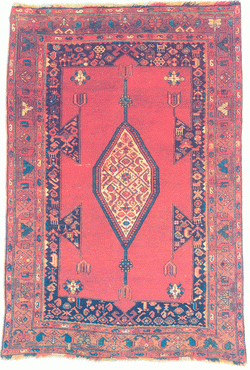
Килим «Салахли». Ґазахська школа. Кінець XIX століття
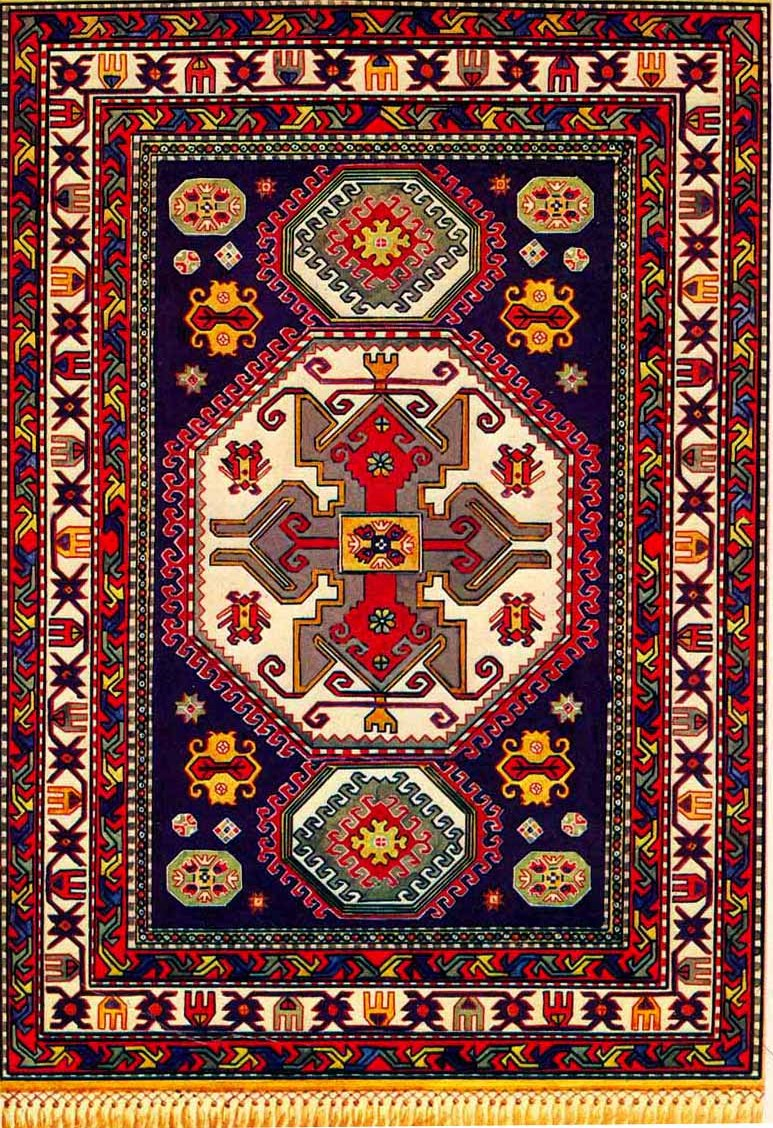
Килим «Борчали». Ґазахська школа. Початок XX століття
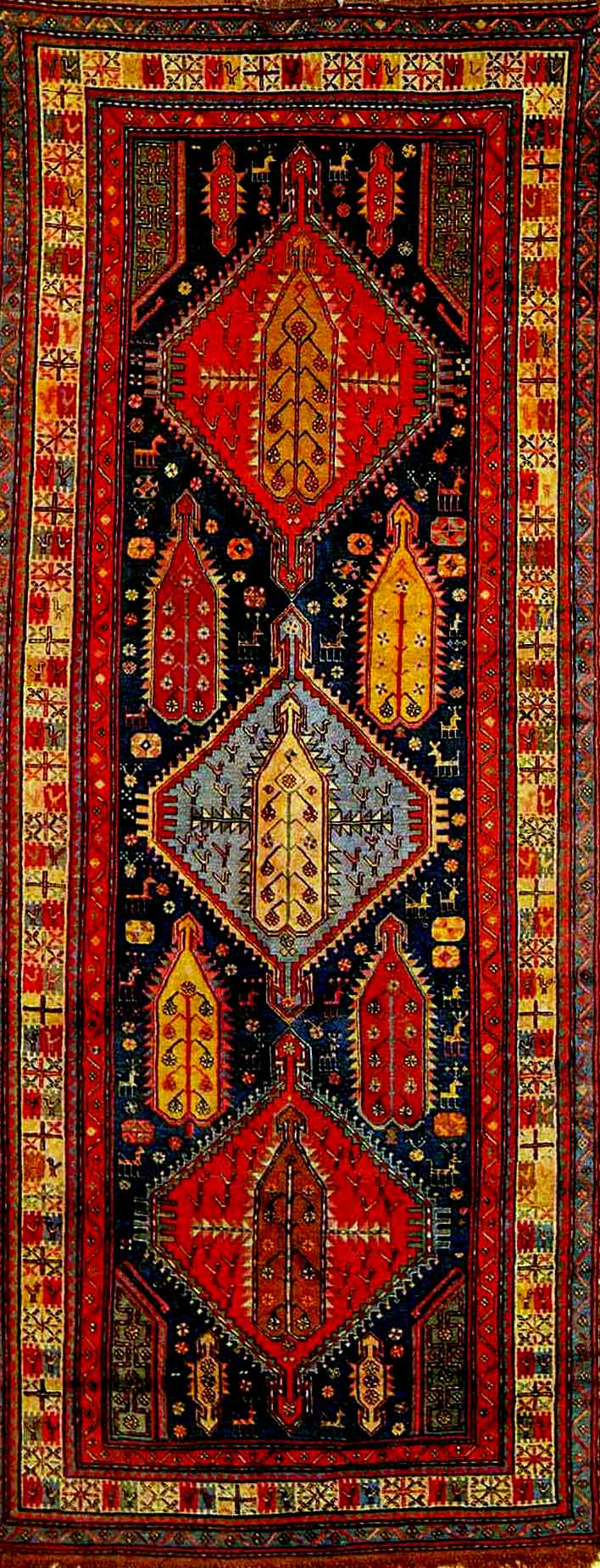
Килим «Шихли». Ґазахська школа. XIX століття
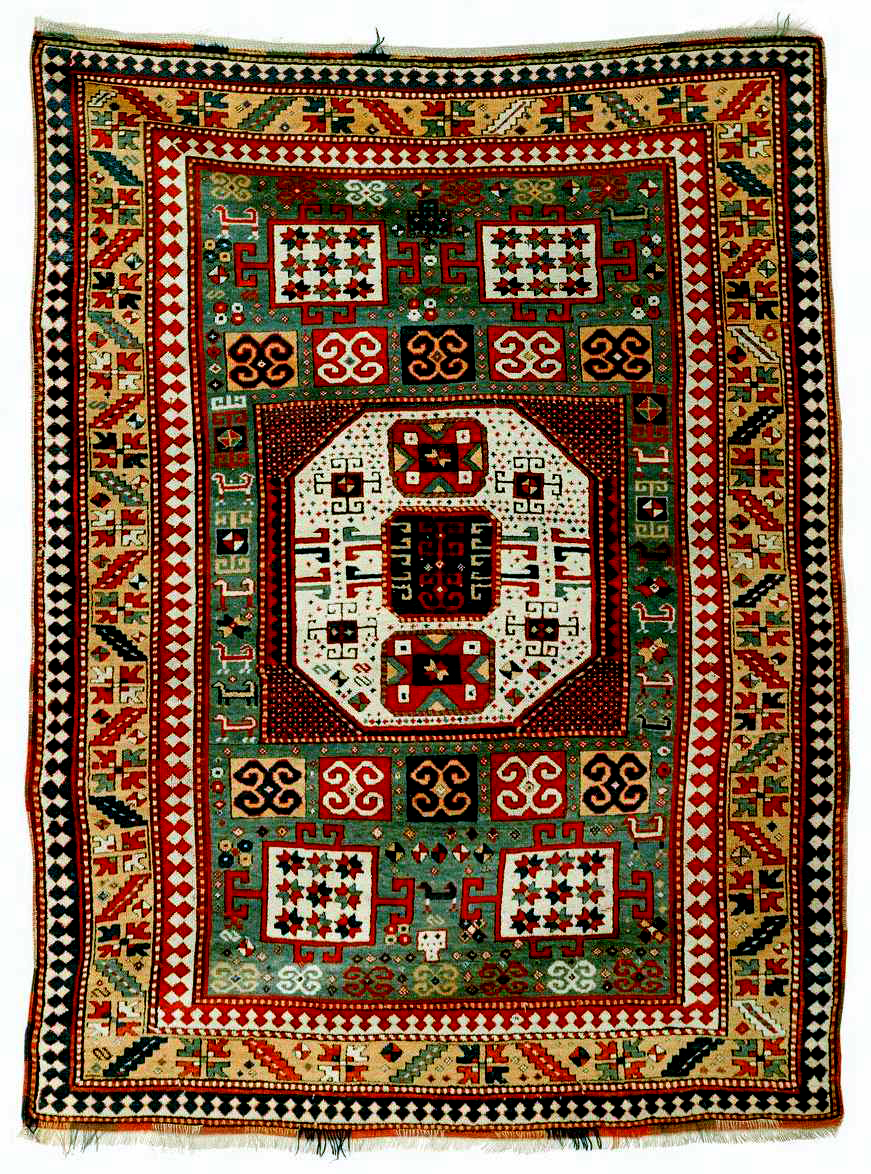
Килим «Гарачоп». Ґазахська школа. XIX століття
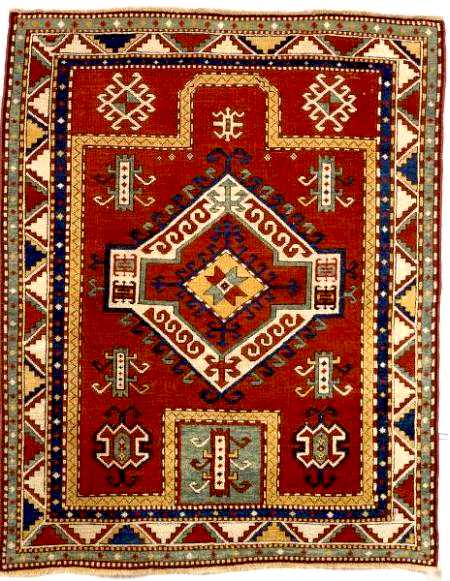
Килим «Фахрали». Ґазахська школа. XIX століття
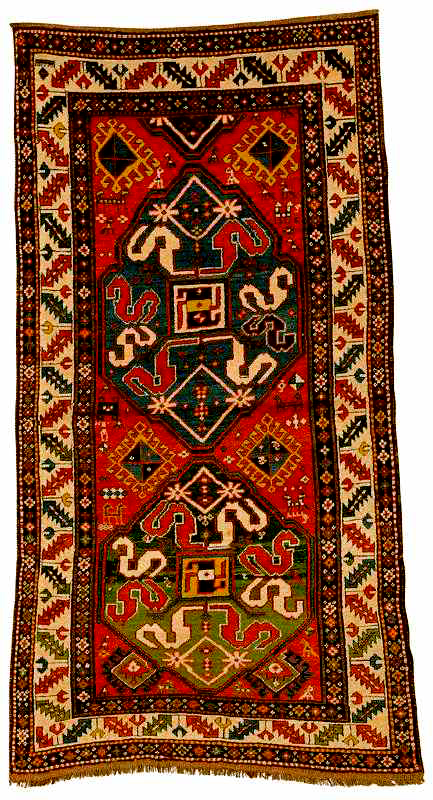
Килим з приватної колекції Грегорі Кімбла. Ґазахська школа. 1900 рік